# Argyrops
Genre

Argyrops est un genre de poissons marins de la famille des Sparidae. 

## Liste des espèces
Selon FishBase (29 janv. 2016), World Register of Marine Species (29 janv. 2016) et ITIS (29 janv. 2016) :
- Argyrops bleekeri (Oshima, 1927)
- Argyrops filamentosus (Valenciennes, 1830) - Spare soldat
- Argyrops megalommatus (Klunzinger, 1870)
- Argyrops spinifer (Forsskål, 1775) - Spare royale